# Rhionaeschna intricata
Rhionaeschna intricata är en trollsländeart som först beskrevs av Martin 1908.  Rhionaeschna intricata ingår i släktet Rhionaeschna och familjen mosaiktrollsländor. Inga underarter finns listade i Catalogue of Life.